# Starlight Express
Starlight Express (Expreso Astral) es un musical británico de 1984, con música de Andrew Lloyd Webber y letras de Richard Stilgoe. Producciones posteriores han utilizado canciones adicionales con letras de Don Black, David Yazbek, Nick Coler y Lauren Aquilina, y con música del hijo de Andrew Lloyd Webber, Alistair.
El musical cuenta la historia de una joven pero obsoleta locomotora de vapor, Rusty, que compite en un campeonato contra máquinas modernas con la esperanza de impresionar a un vagón de primera clase, Pearl. Es famoso que los actores representen todo el espectáculo en patines.
El espectáculo ostenta el récord de ser la novena producción teatral de mayor duración en la historia del West End, habiéndose representado 7.409 veces entre 1984 y 2002. Starlight Express es también el musical de mayor éxito en Alemania, donde se representa en un teatro en Bochum construido a tal efecto desde 1988.

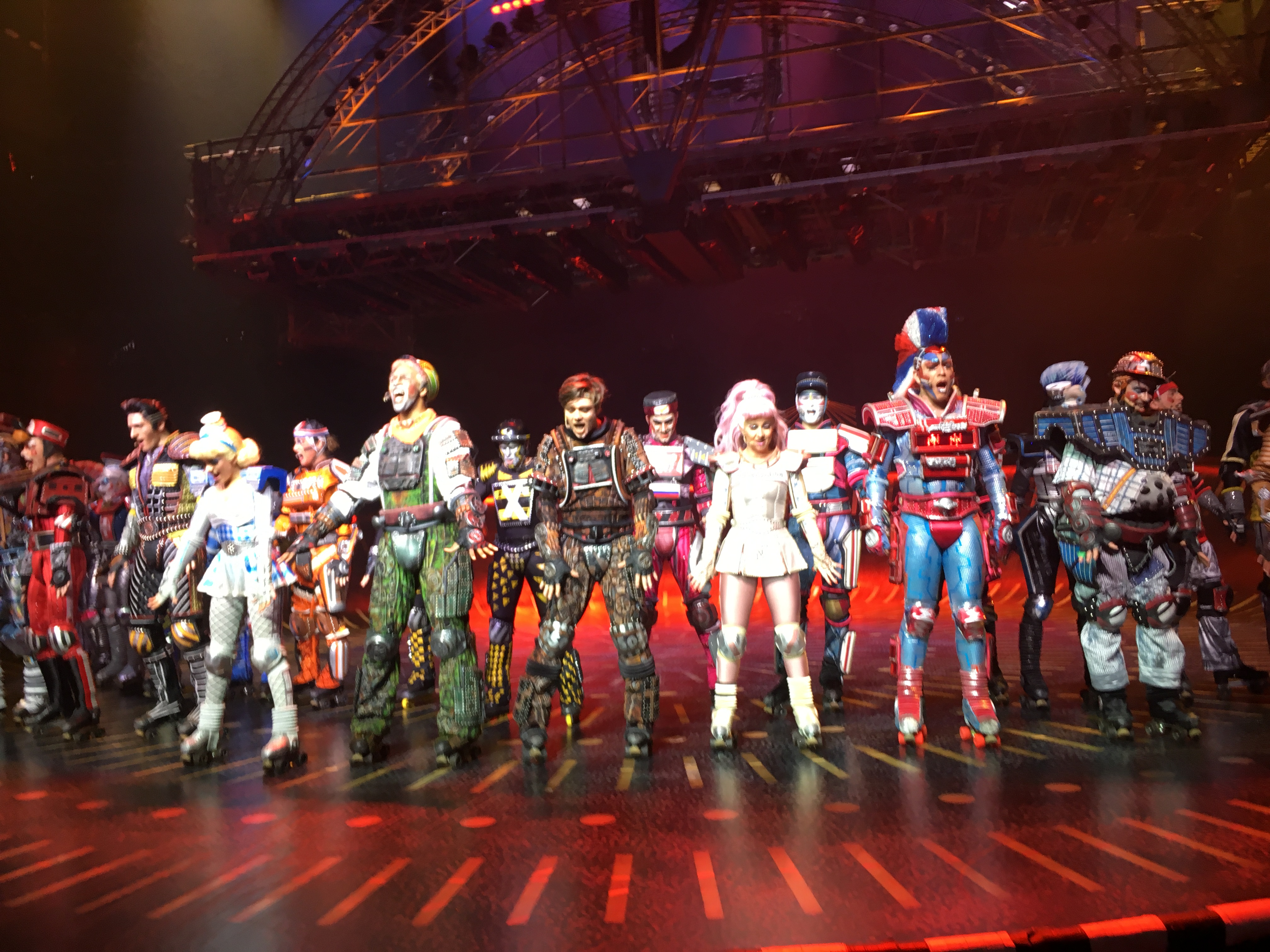
Musical Starlight Express en el Teatro Starlight Express, Bochum, Alemania (abril de 2018)

## Historia
Según Andrew Lloyd Webber, Starlight Express tiene sus raíces en tres proyectos abandonados: una serie de televisión animada basada en Thomas the Tank Engine, un single pop novedoso y una película animada basada en Cenicienta.
En 1974, Lloyd Webber se puso en contacto con el autor Reverend W. Awdry para adaptar las historias de Thomas the Tank Engine de Awdry a una serie de televisión animada. Presentaron su material a Granada TV, que les encargó un episodio piloto. El episodio se completó a principios de 1976, pero Granada decidió finalmente no producir una serie completa porque temía que las historias de Awdry no fueran lo suficientemente populares fuera del Reino Unido como para justificar la inversión de tiempo y dinero necesaria para realizar la serie. Irónicamente, la serie Thomas the Tank Engine se estrenó siete meses después de Starlight Express y tuvo un gran éxito.
Tras retirarse del proyecto, Lloyd Webber escuchó una grabación de un cantante de soul estadounidense, Earl Jordan, que podía cantar tres notas a la vez al estilo de un silbato de vapor. Lloyd Webber y Peter Reeves escribieron una canción pop novedosa para Jordan, llamada "Engine of Love", que se publicó en 1977. La canción no llegó a las listas de éxitos, pero "Engine of Love" apareció en algunas producciones de Starlight Express y la melodía también se utilizó posteriormente para "He'll Whistle At Me".
Al mismo tiempo que escribía "Engine of Love", una cadena de televisión estadounidense invitó a Lloyd Webber a componer canciones para una película de animación de Cenicienta. En esta versión del cuento, el Príncipe organizaba un concurso para decidir qué máquina tiraría del tren real a través de los Estados Unidos de América. Cenicienta sería una locomotora de vapor y las hermanas feas serían una locomotora diésel y una eléctrica. El proyecto entró en un infierno del desarrollo, pero Lloyd Webber siguió interesado en la idea de contar una historia con trenes.
El Starlight Express propiamente dicho comenzó a principios de 1981. Lloyd Webber pidió al letrista Richard Stilgoe que le ayudara a revivir la idea como un concierto para escuelas, al estilo del musical que supuso el éxito de Lloyd Webber, Joseph and the Amazing Technicolor Dreamcoat. Lloyd Webber y Stilgoe presentaron dos canciones el verano siguiente en el Festival de Sydmonton, el evento privado de Lloyd Webber para presentar nuevas obras. El director Trevor Nunn observó la actuación y se ofreció a ayudar a desarrollar el material para que dejara de ser algo "twee" y se convirtiera en algo con más "spectacle and theatre magic".
Juntos, Lloyd Webber, Stilgoe y Nunn desarrollaron la historia para incluir la idea de trenes y vagones en carrera. La coreógrafa Arlene Phillips y el diseñador John Napier se unieron para sugerir la puesta en escena del espectáculo sobre patines.
En 1983, Nunn y Phillips ensayaron el primer acto de Starlight Express con un reparto que incluía a la comediante Tracey Ullman. Tras el éxito del taller, Starlight Express pasó a ser una producción a gran escala, que se estrenó en marzo de 1984.

## Sinopsis
Starlight Express ha sido revisado muchas veces desde que se produjo por primera vez. Cada producción profesional ha diferido de la anterior. Estas diferencias van desde retoques en las letras hasta la omisión o inclusión de canciones, personajes y subtramas enteras. Sin embargo, a lo largo de la historia del Starlight Express, la historia fundamental ha sido la misma: una joven pero obsoleta locomotora de vapor, Rusty, compite en un campeonato contra máquinas modernas con la esperanza de impresionar a un vagón de primera clase, Pearl.
Este resumen de la trama refleja el espectáculo tal y como se produjo por primera vez, en el West End en 1984:

### Primer acto
El actual campeón, una locomotora diésel de Estados Unidos llamada Greaseball, entra con su tren de cabalgata formado por otras locomotoras diésel y tres camiones de carga conocidos como Pacific Daylight. Se jacta de la supremacía del diesel ("Rolling Stock"). A continuación, entra una locomotora de vapor alemana llamada Rusty. Greaseball se burla de Rusty, que responde que ganará el campeonato, a pesar de que el vapor está obsoleto en comparación con el diesel ("Call Me Rusty"). Control interviene y ordena a Rusty que recoja un tren de pasajeros en la estación de clasificación. Vuelve con los cuatro vagones que componen el tren de pasajeros: un vagón comedor llamado Dinah, un vagón de fumadores llamado Ashley, un vagón buffet llamado Buffy y un vagón de observación llamado Pearl. Control envía a Rusty a buscar un tren de mercancías mientras los vagones se presentan al público ("A Lotta Locomotion"). Greaseball regresa. Vuelve a presumir, esta vez ante los vagones ("Pumping Iron"). Rusty vuelve con los seis camiones que componen el tren de mercancías: tres vagones de caja llamados Rocky 1, Rocky 2 y Rocky 3, un camión de ladrillos llamado Flat-Top, una tolva de áridos llamada Dustin y un camión de frenos llamado C.B.. Se presentan al público y discuten con los entrenadores sobre si es preferible transportar personas o carga ("Freight").
Control declara abiertas las inscripciones para el campeonato. Llegan seis trenes para desafiar a Greaseball: Bobo, el Sud-Est francés, Espresso, el Settebello italiano, Weltschaft, el Clase 103 alemán, Turnov, el Transiberiano ruso, Hashamoto, el tren bala Shinkansen japonés, y el City of Milton Keynes, el tren de pasajeros avanzado de Gran Bretaña. Las inscripciones están a punto de cerrarse cuando llega una entrada sorpresa: una máquina eléctrica suiza llamada Electra. Acompañada por su tren de cinco componentes -un camión de armamento llamado Krupp, un camión de reparaciones llamado Wrench, un camión de dinero llamado Purse, un camión de congelación llamado Volta y un camión de animales llamado Joule- Electra declara que la electricidad es el futuro del ferrocarril ("AC/DC"). Greaseball y Electra se enfrentan mientras los participantes forman un desfile para celebrar la carrera ("Coda of Freight").
Control anuncia las reglas del campeonato: los trenes competirán por parejas, con una locomotora tirando de un vagón. Habrá tres series eliminatorias, y el ganador de cada serie pasará a la final para decidir el tren más rápido. Las locomotoras empiezan a elegir sus vagones. Rusty se ofrece a correr con Pearl, pero ella lo rechaza, explicando que está esperando su "tren de los sueños" ("Me silbó"). El mensajero de Electra, Monedero, entra con una invitación de Electra. Aunque Electra tampoco es el tren de sus sueños, acepta, dejando a Rusty solo.
La primera eliminatoria enfrenta a Greaseball y Dinah contra Espresso y Buffy, y Hashamoto y C.B.. C.B. sabotea a Hashamoto frenando en los momentos clave de la carrera. Greaseball y Dinah ganan cómodamente, reclamando un puesto en la final. Tras la carrera, Dinah se opone a las trampas de Greaseball. En respuesta, él la abandona y C.B. consuela a Dinah ("There's Me"). Mientras tanto, un solitario Rusty se ha retirado al patio de carga donde su hermano y antiguo campeón -una vieja máquina de vapor alemana llamada Poppa- canta una canción de blues a los camiones ("Poppa's Blues"). Poppa intenta convencer a Rusty de que corra sin Pearl, instándole a que tenga fe en el Starlight Express. Cuando Rusty se niega, Poppa le presenta un viejo vagón Pullman llamado Memphis Belle ("Belle The Sleeping Car"). Rusty acepta correr con Belle. Compiten en la segunda manga contra Electra y Pearl, y Weltschaft y Joule. Electra y Pearl terminan en primer lugar, asegurándose un puesto en la final; Rusty y Belle terminan en último lugar.
Ya abatido tras perder a Pearl como compañera de carrera, Rusty pierde sus últimos resquicios de confianza. Poppa decide dar un paso adelante y demostrar que la potencia del vapor sigue siendo relevante, a pesar de los recelos de todos, corriendo él mismo en la tercera eliminatoria. Sólo Dustin está dispuesto a correr con él. Rusty señala que la carrera ya está completa, pero de repente Control anuncia que el tren británico ha sido desechado, dejando espacio para una entrada tardía. Poppa interpreta esto como una señal del Starlight Express y entra en la carrera. La tercera eliminatoria enfrenta a Poppa y Dustin contra Bobo y Ashley, y Turnov y Wrench. Poppa gana la carrera y se asegura un puesto en la final contra Greaseball y Electra, pero el esfuerzo de superar a los demás y arrastrar al corpulento Dustin le agota. Agotado, le ruega a Rusty que ocupe su lugar. Rusty se niega al principio, pero luego ve a Pearl con Electra y se pone celoso. Cuando C.B. se ofrece a correr con él, Rusty anuncia que ocupará el lugar de Poppa. Greaseball y los demás competidores se burlan de él y se marchan. Solo, Rusty reza al supuestamente mítico Starlight Express para que le ayude en la final ("Starlight Express"). 

### Acto 2
Los trenes debaten si Rusty debe ocupar el lugar de Poppa en la final, puesto que ya compitió y perdió, o si el lugar debe ser para Bobo, que quedó segundo en la eliminatoria de Poppa ("El rap"). Al final deciden que Rusty corra. Control ofrece a los motores la posibilidad de cambiar de pareja. Pearl abandona a Electra y se une a Greaseball, dejando a Dinah sintiéndose traicionada. Dinah expresa su vergüenza por haber sido desacoplada, aunque no se atreve a decir la propia palabra ("U.N.C.O.U.P.L.E.D."). Ashley, Buffy y Belle intentan persuadir a Dinah para que luche por el afecto de Greaseball ("Rolling Stock (Reprise)"), pero en su lugar acepta una oferta de Electra para sustituir a Pearl en la final. En otro lugar, C.B. urde un plan. Le dice a Greaseball que le ayudará a ganar el campeonato saboteando a Rusty. Luego le dice a Electra que eliminará a Greaseball, despejando el camino para que Electra gane. Cuando Electra expresa su sorpresa por la duplicidad de C.B., éste le explica que ha pasado una carrera provocando accidentes de tren en secreto por diversión ("C.B.").
La final tiene lugar entre Electra y Dinah, Greaseball y Pearl, y Rusty y C.B. C.B. sabotea a Rusty, ralentizándolo para que pierda un interruptor en las vías y no pueda terminar la carrera. Electra y Greaseball terminan en un empate. Control anuncia que habrá otra carrera, en la que Electra y Greaseball se enfrentarán para decidir el ganador. Rusty se queja de que le han engañado, pero los comisarios se niegan a escuchar. Pearl se enfrenta a Greaseball, pero éste le advierte que no diga nada, ya que los mariscales la considerarían cómplice y la castigarían también. Rusty se retira al patio de carga, donde se encuentra con los Rockies. Estos le dicen que, sin suerte, nunca ganará y que debería rendirse ("Right Place, Right Time"). Los Rockies dejan en paz a Rusty. Éste vuelve a pedir ayuda al mítico Starlight Express, que esta vez le escucha. El Starlight Express aparece frente a Rusty y resulta ser Poppa. Le recuerda que la fuerza que necesita -una luz estelar- ya está dentro de él ("I Am The Starlight"). Poppa desaparece y Rusty se encuentra de nuevo en el patio de carga con Dustin, que dice que sólo estaba dormido, pero que sintió la presencia de la luz de las estrellas. Rusty le pide a Dustin que corra con él en la final. Él acepta y parten juntos.
Momentos antes de la carrera, Dinah, enfadada por la forma en que Electra la trata, se desconecta de él. Rápidamente, Electra recurre a C.B. para que ocupe su lugar. Los trenes se reúnen para ver lo que esperan que sea una final cara a cara entre Greaseball y Pearl, y Electra y C.B.. De repente, Rusty llega con Dustin y los comisarios le permiten entrar en la carrera. La carrera es rápida y furiosa. Esta vez, la pista cuesta abajo convierte el peso de Dustin en una ventaja para Rusty. Greaseball lucha con una Perla poco dispuesta a retenerlo, y Electra utiliza todo su poder para desbaratar a sus oponentes. Electra lanza electricidad a Greaseball, pero falla y hiere a Pearl. Greaseball, sin mostrar ninguna preocupación, se limita a desconectar a Pearl a toda velocidad. Rusty se desvía del recorrido de la carrera justo a tiempo para salvarla, pero a costa de caer en un lejano tercer puesto. Para evitar ser descalificado por no tener entrenador, Greaseball empieza a forcejear con Electra por C.B. La pelea degenera en caos y Greaseball, Electra y C.B. chocan, permitiendo a Rusty ganar la carrera. Pero en lugar de celebrarlo, se marcha inmediatamente a buscar a Pearl. Control le advierte que, si Rusty no regresa rápidamente, su vuelta de honor será cancelada.
Mientras tanto, humillada y furiosa, Electra abandona la pista de carreras, jurando no volver jamás ("No Comeback"). Greaseball y C.B. emergen enredados. Se lamentan del alto precio que las carreras les han pasado ("One Rock 'n' Roll Too Many"). Poppa exige que Greaseball y C.B. ayuden a encontrar a Rusty. Lejos de las otras locomotoras, Pearl teme haber hecho perder a Rusty la carrera. Se da cuenta de que, de todos los trenes con los que ha corrido, sólo Rusty ha actuado desinteresadamente con ella ("Only He"). Llega Rusty. Le dice a Pearl que ha ganado la carrera y le confiesa su amor por ella ("Only You"). Llegan los otros trenes. Greaseball finalmente se disculpa con Dinah por su comportamiento y se reconcilian. Greaseball se queja de que está acabado como corredor, pero Poppa se ofrece a reconstruirlo como máquina de vapor. Control intenta imponer algo de control, anunciando que la vuelta de honor de Rusty se cancela. Cansados del comportamiento de Control, Poppa y las otras máquinas le dicen a Control que "se calle" y celebran la segunda llegada de la energía de vapor ("Light at the End of the Tunnel").

## Producciones

### West End (1984-2002)

#### La producción original (1984-1992)
La primera producción de Starlight Express se estrenó el 27 de marzo de 1984 en el Apollo Victoria Theatre. Fue dirigida por Trevor Nunn. Arlene Phillips creó la coreografía de patinaje. John Napier diseñó el decorado, que incluía pistas de carreras que se extendían desde el escenario hasta el auditorio, así como un puente de acero de seis toneladas que se levantaba e inclinaba para conectar los distintos niveles del decorado.
El reparto original incluía a Stephanie Lawrence, Frances Ruffelle, Jeff Shankley, Jeffrey Daniel y Ray Shell.
La producción recibió algunas actualizaciones menores tras el estreno del espectáculo en Broadway, aportando material nuevo, como "Engine of Love", "Make Up My Heart" y cortando "No Comeback".

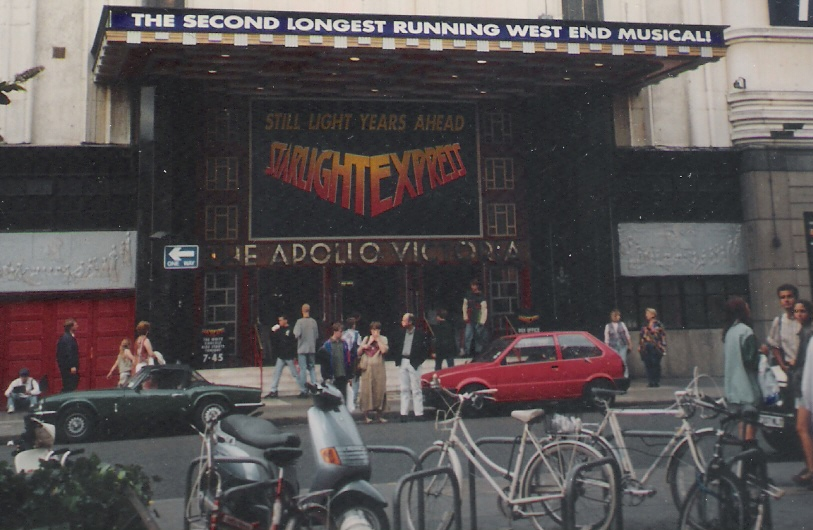
Starlight Express en el Apollo Victoria Teatro

#### El "nuevo" Starlight Express (1992-2002)
En noviembre de 1992, la producción londinense fue relanzada con importantes revisiones como The New Starlight Express. Se incorporaron numerosos cambios de las producciones posteriores:
Se eliminaron doce canciones: la obertura, "Engine of Love", "Call Me Rusty", "Hitching and Switching", "There's Me", "Belle The Sleeping Car", "Heat Three", "Wide Smile High Style", "No Comeback", "Only He" y "Only You".
Se añadieron cinco canciones: "Crazy", "He'll Whistle at Me", "Make Up My Heart", "Next Time You Fall in Love", "The Megamix"
"El Rap" que abre el segundo acto fue completamente reescrito para convertirse en un himno a las carreras.
La "Entrada de trenes nacionales" se trasladó a la apertura del espectáculo. "Pumping Iron" se trasladó a después de "AC/DC".
Se eliminaron los personajes de Belle y C.B. Esto requirió cambios sustanciales en la trama, ya que sin un villano claro, Rusty, Electra y Greaseball tuvieron que causar sus propios problemas o ser víctimas de las circunstancias para hacer avanzar la historia.
En lugar de ganar una manga cada uno, como en la estructura de cinco carreras, Greaseball y Electra quedan primero y segundo en la primera manga, lo que les asegura un puesto en la final a cada uno. Rusty no corrió hasta la final, y sólo ocupó de mala gana el lugar de Poppa después de la canción principal. Después de la final de subida, cuando Dinah desacopla a Electra, sin C.B. se asocia a Buffy en su lugar para la final de bajada. Al final de la carrera, Electra y Greaseball chocan ahora accidentalmente, y Electra ocupa el lugar de C.B. en "One Rock 'n' Roll Too Many".
Starlight Express cerró en Londres el 12 de enero de 2002. Considerada como una producción continua a pesar de las revisiones, Starlight Express estuvo en cartelera durante 7.409 representaciones, lo que la convierte en el noveno espectáculo más longevo del West End.

### Broadway (1987-1989)
La producción de Starlight Express en Broadway comenzó a representarse el 24 de febrero de 1987 y se estrenó el 15 de marzo en el Gershwin Theatre. Se representó durante 761 funciones regulares y 22 preestrenos, y se cerró el 8 de enero de 1989.
Creada por el equipo original formado por Trevor Nunn (dirección), Arlene Phillips (coreografía) y John Napier (diseño), esta versión de Starlight Express se revisó ampliamente a partir de la producción original del West End. La historia se ha localizado, y los trenes corren ahora por América en busca de un trofeo llamado "dólar de plata". La trama se simplificó, con una carrera menos en comparación con la producción del West End. Lloyd Webber y Stilgoe también introdujeron muchos cambios en la música y la letra, sobre todo añadiendo una balada para Pearl, "Make Up My Heart", que se ha incluido en todas las producciones desde entonces, y una versión modificada de "Engine of Love", la canción pop novedosa que Lloyd Webber escribió en 1977 para Earl Jordan.

### Bochum (1988 hasta la actualidad)
El 12 de junio de 1988, Starlight Express se estrenó en el teatro Starlight Express Theater [de] de Bochum (Alemania). En 2021, la nueva producción reimaginada seguía en cartelera y había sido vista por más de 17 millones de personas. El musical se detuvo debido a la pandemia de covid 19.

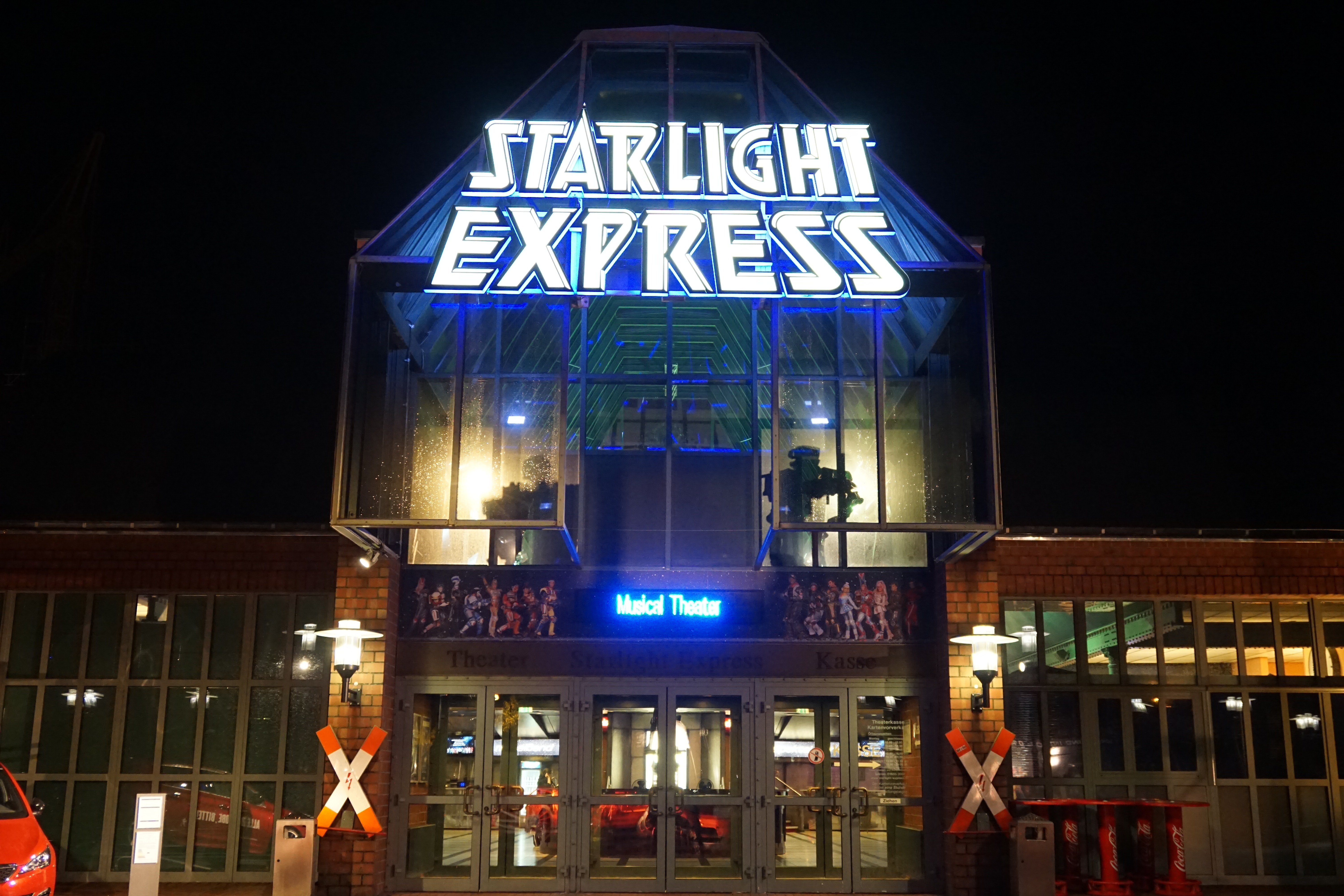
Starlight Teatro en Bochum

El equipo creativo incluía al coreógrafo y al diseñador de las producciones de West End y Broadway, Arlene Phillips y John Napier, junto a un nuevo director, Dion McHugh. El Starlight Express de Bochum siguió en gran medida el modelo establecido por la producción de Broadway. Sin embargo, el equipo creativo realizó una serie de revisiones, especialmente la eliminación de un personaje, Belle, que había formado parte de las producciones de West End y Broadway. En el momento del estreno de la producción de Bochum, había tres versiones muy diferentes de Starlight Express en cartelera. La producción ha cambiado muchas veces a lo largo de los años, sobre todo en 2018, con motivo del 30.º aniversario del espectáculo. Después de extensos talleres en Londres, se recortaron canciones, se eliminaron personajes, se añadieron motores femeninos y, sobre todo, se cambió Papá por Mamá. Andrew Lloyd Webber y Arlene Philips consideraron que el zeitgeist actual era hacer el espectáculo más "amigable con el género".
El Teatro Starlight Express cuenta con pistas en tres niveles en forma de U, con el público sentado en el centro y alrededor de estas pistas. El hecho de que el recinto tardara menos de un año en construirse está documentado en el Libro Guinness de los Récords. Además el mayor número de visitantes a un musical de 13.044.148 fue en ese teatro el 8 de marzo de 2010.

### Las Vegas (1993-1997)
El 14 de septiembre de 1993 se estrenó en el Hotel Hilton de Las Vegas una producción abreviada de 90 minutos sin intermedio, con dirección de Arlene Phillips y con Reva Rice y Greg Ellis retomando sus papeles de Pearl y Rusty. Se cortaron varias canciones y se recortaron muchas letras para que se ajustara a los 90 minutos de duración, con gran cuidado de preservar la integridad de la trama. Esta producción fue la primera producción permanente de teatro musical en Las Vegas, aunque se hicieron concesiones en forma de una duración reducida y referencias a las apuestas en las secuencias de las carreras. Además, a mitad de la representación, el vestuario de las entrenadoras se transformó en el de una "corista de Las Vegas". En esta producción se utilizaron las secuencias de carreras filmadas de la primera gira por Estados Unidos (que se reproducían de fondo durante las carreras en directo en el escenario), así como algunas de las piezas del decorado. Cuando el hotel cambió de propietario, los nuevos dueños decidieron poner fin a la carrera antes de que concluyera su contrato de 5 años, y el espectáculo cerró el 30 de noviembre de 1997.

### Ciudad de México (1997-1998)
Desde octubre de 1997 hasta abril de 1998, una producción en español titulada Expreso Astral se representó en el Teatro Polanco de Ciudad de México. En su mayor parte, se trataba de una versión en español de la producción de Las Vegas (con el mismo guion editado) con vestuario y decorados inspirados en varias producciones anteriores. La producción fue dirigida por Bobby Love. Muchos de los nombres de los personajes se hispanizaron: Rusty se convirtió en Ferro, Pearl en Perla, Poppa en El Jefe, y los trenes Nacionales se localizaron con Carioca, un tren brasileño, y Pibe, un tren argentino. Se realizó una grabación del reparto de esta producción pero, debido a complicaciones con los derechos, nunca se publicó.

## Premios y nominaciones
Producción original de Londres
| Año  | Premio                 | Categoría               | Candidato        | Resultado |
| ---- | ---------------------- | ----------------------- | ---------------- | --------- |
| 1984 | Laurence Olivier Award | Best New Musical        | Best New Musical | Nominated |
| 1984 | Laurence Olivier Award | Best Actor in a Musical | Lon Satton       | Nominated |

Producción original de Broadway
| Año  | Premio           | Categoría                                         | Candidato                               | Resultado |
| ---- | ---------------- | ------------------------------------------------- | --------------------------------------- | --------- |
| 1987 | Tony Award       | Best Musical                                      | Best Musical                            | Nominated |
| 1987 | Tony Award       | Best Original Score                               | Andrew Lloyd Webber and Richard Stilgoe | Nominated |
| 1987 | Tony Award       | Best Performance by a Featured Actor in a Musical | Robert Torti                            | Nominated |
| 1987 | Tony Award       | Best Direction of a Musical                       | Trevor Nunn                             | Nominated |
| 1987 | Tony Award       | Best Choreography                                 | Arlene Phillips                         | Nominated |
| 1987 | Tony Award       | Best Costume Design                               | John Napier                             | Won       |
| 1987 | Tony Award       | Best Lighting Design                              | David Hersey                            | Nominated |
| 1987 | Drama Desk Award | Outstanding Musical                               | Outstanding Musical                     | Nominated |
| 1987 | Drama Desk Award | Outstanding Music                                 | Andrew Lloyd Webber                     | Nominated |
| 1987 | Drama Desk Award | Outstanding Set Design                            | John Napier                             | Won       |
| 1987 | Drama Desk Award | Outstanding Costume Design                        | John Napier                             | Won       |

## Grabaciones
Grabaciones de reparto
- 1984 Grabación original del reparto de Londres
- 1987 US Concept Álbum: Music and Songs From Starlight Express
- 1987 Álbum de lo más destacado de la gira por Japón/Australia
- 1988 Grabación original en alemán
- 1989 Grabación completa en directo en alemán
- 1991 Álbum de lo más destacado de Alemania
- 1992 Grabación del nuevo reparto de Londres
- 2013 Grabación completa del reparto en alemán

### Charts
| Chart (1988)                  | Peak position |
| ----------------------------- | ------------- |
| Australia (Kent Music Report) | 61            |